# Мамедов, Сулейман Фархад оглы
Сулейман Фархад оглы Мамедов (азерб. Süleyman Fərhad oğlu Məmmədov; 1932, Геокчай — 30 ноября 2017, Баку) — советский азербайджанский партийный и государственный деятель, организатор промышленности, заслуженный рационализатор Азербайджанской ССР (1960). Народный депутат СССР (1989—1991).

## Биография
Родился в 1932 году в городе Геокчай Азербайджанской ССР.
Окончил Азербайджанский индустриальный институт (1954).
По окончании института начал работать на Сумгаитском алюминиевом заводе, с 1959 года занимал должность главного механика завода. В 1967—1970 годах — начальник Азербайджанского специализированного строительно-монтажного управления при Министерстве цветной металлургии СССР, с 1970 по 1977 год — директор Кировабадского алюминиевого завода. В 1977—1980 годах — председатель исполнительного комитета Кировабадского городского Совета народных депутатов, в 1980—1988 годах — директор Кировабадского завода обработки цветных металлов. В 1988 году короткое время вновь занимал пост председателя Кировабадского горисполкома, в 1988—1990 годах — первый секретарь Кировабадского (позже Гянджинского) городского комитета Компартии Азербайджана. В годы руководства Мамедовым городом Кировабаду было возвращено историческое имя — Гянджа.
В 1995 году вышел на пенсию.
Активно участвовал в общественно-политической жизни страны, состоял в КПСС. В октябре 1988 года доизбран в Верховный Совет Азербайджанской ССР 11-го созыва от Кировабадского—Джапаридзевского избирательного округа. В 1989 году избран народным депутатом СССР от Кировабадского национально-территориального избирательного округа № 210 Азербайджанской ССР, с 1990 года состоял в Комиссии Совета Национальностей по национальной политике и межнациональным отношениям.